# Mariusz Kazana
Mariusz Kazana (ur. 5 sierpnia 1960 w Bydgoszczy, zm. 10 kwietnia 2010 w Smoleńsku) – polski oficer służb specjalnych, urzędnik państwowy i dyplomata, ambasador tytularny, podpułkownik Agencji Wywiadu, pośmiertnie awansowany na stopień pułkownika. 

## Życiorys
Ukończył XL Liceum Ogólnokształcące z Oddziałami Dwujęzycznymi im. Stefana Żeromskiego w Warszawie, gdzie pełnił funkcję Komendanta Szczepu 104 Warszawskich Drużyn Harcerskich. Instruktor Związku Harcerstwa Polskiego oraz członek Komendy Hufca ZHP Warszawa Wola.
Był absolwentem Wydziału Prawa i Administracji Uniwersytetu Warszawskiego i Studium Podyplomowego Służby Zagranicznej w Polskim Instytucie Spraw Międzynarodowych w Warszawie. Odbył staże w Międzynarodowym Instytucie Administracji Publicznej w Paryżu oraz w Instytucie Nauk Politycznych w Paryżu. Od 1988 pełnił różne funkcje w Ministerstwie Spraw Zagranicznych. W latach 1989–1992 był starszym radcą w Departamencie Europy MSZ. W latach 1992–1996 był I sekretarzem Ambasady RP w Paryżu. Między 1996 a 1999 pełnił funkcję radcy ministra w Departamencie Europy Zachodniej. W latach 1999–2003 ponownie przebywał w Paryżu, pełniąc funkcję radcy w Ambasadzie RP w Paryżu.
W latach 2003–2005 kierował Wydziałem Wspólnej Polityki Zagranicznej i Bezpieczeństwa UE w Departamencie Unii Europejskiej MSZ. Między 2005 a 2006 pełnił funkcję zastępcy dyrektora w Departamencie Strategii i Planowania Polityki Zagranicznej MSZ. W 2006 został dyrektorem Biura Dyrektora Generalnego Ministra SZ, a następnie dyrektorem generalnym służby zagranicznej. 11 lutego 2008 mianowany został dyrektorem protokołu dyplomatycznego MSZ. Był autorem publikacji z zakresu stosunków polsko-francuskich i współpracował z Akademią Dyplomatyczną Polskiego Instytutu Spraw Międzynarodowych. Doprowadził do ustanowienia Dnia Służby Zagranicznej i odznaczenia „Bene Merito”. Był inicjatorem i założycielem Galerii u Dyplomatów, mieszczącej się w siedzibie MSZ, przy alei Szucha 23 w Warszawie. Władał językami francuskim i angielskim.
Zginął 10 kwietnia 2010 w katastrofie polskiego samolotu Tu-154 w Smoleńsku w drodze na obchody 70. rocznicy zbrodni katyńskiej. 20 kwietnia 2010 został pochowany w Kwaterze Smoleńskiej na Cmentarzu Wojskowym na Powązkach w Warszawie.

## Służba wywiadowcza
Według ustaleń Doroty Kani i Michała Rachonia Mariusz Kazana ukończył szkolenie w Ośrodku Kształcenia Kadr Wywiadu Departamentu I Ministerstwa Spraw Wewnętrznych, w PRL był funkcjonariuszem Wydziału XIV Dep. I prowadzącego wywiad z pozycji nielegalnej, w III RP był funkcjonariuszem Zarządu Wywiadu Urzędu Ochrony Państwa (1990–2002), od 2002 do śmierci w Agencji Wywiadu, zaś podczas drogi zawodowej realizował zadania wywiadowcze z pozycji dyplomatycznej. Według ustaleń Piotra Woyciechowskiego Kazana był funkcjonariuszem wywiadu Służby Bezpieczeństwa, działającym pod nazwiskiem legalizacyjnym Mariusz Czarski, po 1989 działał pod przykryciem w MSZ. Był oficerem w stopniu podpułkownika Agencji Wywiadu. Pośmiertnie awansowany do stopnia pułkownika Agencji Wywiadu. 
W 2017 informacje, że Kazana był polskim oficerem wywiadu ostatecznie potwierdził Instytut Pamięci Narodowej poprzez odtajnienie na mocy ustawy o IPN, zbioru zastrzeżonego zawierającego materiały służb specjalnych PRL.

## Upamiętnienie
W 2010 roku powstała Fundacja Imienia Mariusza Kazany, której głównym celem jest budowanie pozytywnego wizerunku Polski poprzez popularyzowanie kultury i sztuki w kraju i za granicą. Promocja polskiej kultury i sztuki w środowisku dyplomatów. Utrwalanie i rozpowszechnianie wiedzy o działalności i osobie Mariusza Kazany Dyrektora Protokołu Dyplomatycznego Ministerstwa Spraw Zagranicznych. Fundacja, z siedzibą w Warszawie, powstała z inicjatywy żony Mariusza Kazany, Barbary Kazany, oraz jego córki, Justyny Kazany.
16 listopada 2010 roku Minister Spraw Zagranicznych Radosław Sikorski nadał Mariuszowi Kazanie pośmiertnie stopień dyplomatyczny ambasadora tytularnego.
24 listopada 2010 w "Galerii u Dyplomatów", znajdującej się w Protokole Dyplomatycznym MSZ, odsłonięto tablicę pamiątkową poświęconą Mariuszowi Kazanie.
8 marca 2011 Minister Spraw Zagranicznych Radosław Sikorski ustanowił nagrodę im. Mariusza Kazany, nadawaną kierownikom placówek zagranicznych za szczególny wkład w promowanie wizerunku RP za granicą poprzez wykazywanie szczególnej troski o zachowanie wysokich standardów estetycznych kierowanej placówki zagranicznej.
W 2012 Konsul Generalny Rzeczypospolitej Polskiej we Lwowie Jarosław Drozd we współpracy z Fundacją im. Mariusza Kazany ustanowił coroczny konkurs graficzny „Indeks imienia Mariusza Kazany”.

## Odznaczenia i wyróżnienia
- Krzyż Oficerski Orderu Odrodzenia Polski – 2010, pośmiertnie[13]
- Odznaka Honorowa „Bene Merito” – 2010, pośmiertnie[14]
- Medal za Zasługi dla Policji – 2010, pośmiertnie[10]
- Narodowy Order Zasługi (honorowy) – 2009, Malta[15]
- Krzyż Komandorski Orderu Zasługi Zakonu Maltańskiego – 2009, SMOM[16]
- Wielki Oficer Orderu Zasługi – 2008, Portugalia[17]
- Krzyż Kawalerski Orderu Zasługi (cywilny) – 2009, Węgry[18]

## Publikacje
- Stanowisko Francji wobec problemów bezpieczeństwa państw Europy Środkowej i Wschodniej, Warszawa 1996[19]
- Współpraca polityczna i wojskowa w ramach Trójkąta Weimarskiego, Warszawa 1996[20]
- Stosunki z Francją. Trójkąt Weimarski. Frankofonia, "Rocznik Polskiej Polityki Zagranicznej 1999", Warszawa 1999[21]
- Relations with France. Weimar Triangle. La francophonie, "Yearbook of Polish Foreign Policy 1999", Warsaw 1999[22]
- Stosunki z Francją, "Rocznik Polskiej Polityki Zagranicznej 2000", Warszawa 2000[23]
- Relations with France, "Yearbook of Polish Foreign Policy 2000", Warsaw 2000[24]
- L’integration de la Pologne dans l’union europeenne. Actes du colloque. L’elargissement de l’Union europeenne: Quels enjeux? Quelles perspectives?, Nantes 2001[25]
- L’Union europeenne a la veille de son elargissement. Regards croises de Pologne et de France. Actes du colloque. Mouvement Europeen – France, Paris 2001[26]
- Stosunki dwustronne Polska – Francja. Trójkąt Weimarski, "Rocznik Polskiej Polityki Zagranicznej 2002", Warszawa 2002[27]
- Stosunki dwustronne Polski – Francja, "Rocznik Polskiej Polityki Zagranicznej 2003", Warszawa 2003[28]
- Stosunki Polski z Francją, "Rocznik Polskiej Polityki Zagranicznej 2006", Warszawa 2006[29]